# Коплян
Коплян (рум. Coplean) — село у повіті Клуж в Румунії. Входить до складу комуни Кешею.
Село розташоване на відстані 353 км на північний захід від Бухареста, 49 км на північ від Клуж-Напоки.

## Населення
За даними перепису населення 2002 року у селі проживали 429 осіб.
Національний склад населення села:
| Національність | Кількість осіб | Відсоток |
| -------------- | -------------- | -------- |
| румуни         | 413            | 96,3%    |
| угорці         | 16             | 3,7%     |

Рідною мовою назвали:
| Мова      | Кількість осіб | Відсоток |
| --------- | -------------- | -------- |
| румунська | 418            | 97,4%    |
| угорська  | 11             | 2,6%     |